# Frenchpark
Frenchpark (iriska: Dún Gar) är en ort i republiken Irland.   Den ligger i grevskapet Roscommon och provinsen Connacht, i den norra delen av landet, 150 km väster om huvudstaden Dublin. Frenchpark ligger 70 meter över havet och antalet invånare är 420.
Terrängen runt Frenchpark är platt. Runt Frenchpark är det glesbefolkat, med 8 invånare per kvadratkilometer. Närmaste större samhälle är Ballaghaderreen, 12,6 km väster om Frenchpark. Trakten runt Frenchpark består i huvudsak av gräsmarker.